# 懷特希思 (伊利諾伊州)
懷特希斯（英語：White Heath）是位於美國伊利諾伊州皮亞特縣的一個人口普查指定地區。

## 地理
懷特希斯的座標為38°05′10″N 88°30′46″W / 38.08611°N 88.51278°W，而該地最高點為海拔高度213米（即699英尺）。

## 人口
根據2010年美國人口普查的數據，懷特希斯的面積為0.90平方千米，當中陸地面積為0.90平方千米，而水域面積為0.00平方千米。當地共有人口290人，而人口密度為每平方千米322.22人。